# Tarmo Raudsepp
Tarmo Raudsepp, né le 4 décembre 1981 à Tallinn, est un coureur cycliste estonien.

## Palmarès
- 2002
  -  Champion d'Estonie du contre-la-montre espoirs
  - 1re étape des Deux Jours cyclistes de Machecoul
- 2003
  - Tour du Canton de Gémozac
  - Grand Prix de Luneray
  - Circuit des Trois Provinces
  - 10e du championnat d'Europe sur route espoirs
- 2004
  - 3e du championnat d'Estonie du contre-la-montre
  - 3e du Tour de la Porte Océane
- 2005
  - Manche-Océan
  - Circuit de la vallée de la Loire
  - Orvault-Saint-Nazaire-Orvault
  - 2e étape du Tour des Deux-Sèvres
  - 3e épreuve du Challenge Mayennais
  - 1re étape du Tour de la Porte Océane
  - 1re étape du Saaremaa Velotuur
  - 2e du championnat d'Estonie du contre-la-montre
  - 3e de Nantes-Segré
- 2006
  - Orvault-Saint-Nazaire-Orvault
  - 1re étape de l'Essor breton
  - 1re et 3e étapes du Saaremaa Velotuur
  - 2e du championnat d'Estonie du contre-la-montre
  - 2e du Circuit des Deux Provinces
  - 3e de Bordeaux-Saintes
  - 3e du Prix du Léon
- 2007
  - Puchar Ministra Obrony Narodowej
  - 2e du Souvenir Louison-Bobet
  - 2e du Circuit de la vallée de la Loire

## Classements mondiaux
| Année           | 2005 | 2006  | 2007 |
| --------------- | ---- | ----- | ---- |
| UCI Europe Tour | 556e | 1162e | 366e |